# Plymouth Township (Montgomery County, Pennsylvania)
Plymouth Township ist eine Gemeinde im Montgomery County im Südosten des US-Bundesstaates Pennsylvania. Das U.S. Census Bureau hat bei der Volkszählung 2020 eine Einwohnerzahl von 18.256 ermittelt.
Der Ort liegt zwischen Norristown und Blue Bell etwa 30 km nördlich von Philadelphia.
Der Großteil der Bevölkerung lebt im CDP Plymouth Meeting.

## Persönlichkeiten
- Walter Paska (1923–2008), Bischof